# Colina (okręg Tulcza)
Colina – wieś w Rumunii, w okręgu Tulcza, w gminie Murighiol. W 2011 roku liczyła 126 mieszkańców.